# Force démocrate (Roumanie)
Force démocrate (en roumain, Forța Democrată din România ou Forța Democrată, FD) est un parti politique de Roumanie, actuellement sans représentation parlementaire. Il a été créé et est dirigé par Petre Roman après que ce dernier a quitté le Parti démocrate. 